# Melle Klinkenborg
Melle Goeman Klinkenborg (* 23. Januar 1872 in Grimersum; † 29. März 1930 in Berlin) war ein deutscher Archivar und Historiker.

## Leben
Klinkenborg studierte an den Universitäten in Leipzig, München und Berlin Geschichte. Nach der Promotion absolvierte er die Ausbildung zum Archivar in Marburg. Als wissenschaftliche Hilfskraft bei Paul Fridolin Kehr arbeitete er ab 1897 für dessen Italia Pontificia und 1899 bis 1901 am Preußischen Historischen Institut (später Deutsches Historisches Institut Rom) in Rom für das Repertorium Germanicum. Im Anschluss daran wurde er Archivar am Preußischen Geheimen Staatsarchiv in Dahlem. Unter Kehr als Generaldirektor wurde Klinkenborg zweiter Direktor der preußischen Archivverwaltung und damit Leiter des Staatsarchivs.
Melle Klinkenborg wurde auf dem Friedhof Dahlem beigesetzt. Das Grab ist nicht erhalten.

## Mitgliedschaften
- Verein für Geschichte der Mark Brandenburg (Vorsitzender)
- Gesamtverein der Deutschen Geschichts- und Altertumsvereine

## Schriften (Auswahl)

### Monographien
- Geschichte des Geheimen Staatsarchivs zu Berlin (= Mitteilungen der Königlich Preussischen Archivverwaltung, Band 18), Leipzig: Hirzel 1911, neu hg. von Jürgen Kloosterhuis (= Veröffentlichungen aus den Archiven Preußischer Kulturbesitz. Arbeitsberichte, Band 13), Berlin 2011. archive.org
- Das Archiv der brandenburgischen Provinzialverwaltung: Im Auftrage der Brandenburgischen Provinzialverwaltung herausgegeben, Band 1, Brandenburgische Provinzialdruckerei 1920. archive.org

### Aufsätze
- Paul Bailleu. Ein Nachruf. In: Korrespondenzblatt des Gesamtvereins der Deutschen Geschichts- und Alterthumsvereine. 19 (1871), 9/11/12, S. 65–68.
- Papsturkunden in Nonantola, Modena und Verona, Papsturkunden in Bresia und Bergamo. In: Nachrichten der Königl. Gesellschaft der Wissenschaften zu Göttingen. Phil.-hist. Klasse. (1897), S. 233–282.
- Papsturkunden im Principato, in der Basilicata und in Calabrien. In: Nachrichten der Königl. Gesellschaft der Wissenschaften zu Göttingen. Phil.-hist. Klasse. (1898), S. 335–348.
- Die Einnahme Greetsiels durch die Brandenburger. In: Jahrbuch der Gesellschaft für Bildende Kunst und Vaterländische Altertümer zu Emden. 13 (1899), Heft 1/2, S. 234–239.
- Ostfriesische Urkunden aus dem vatikanischen Archiv zu Rom. In: Jahrbuch der Gesellschaft für bildende Kunst und vaterländische Altertümer zu Emden. Bd. 14 (1902), S. 147–176.
- Ansicht der friesischen Geschichte im Mittelalter. In: Historische Zeitschrift. 102 (1909), S. 499–524.
- Ratstube und Kanzlei in Brandenburg im 16. Jahrhundert. In: Forschungen zur brandenburgischen und preußischen Geschichte. 26 (1913), 2, S. 61–76.
- Reinhold Koser. Ein Nachruf. In: Forschungen zur brandenburgischen und preußischen Geschichte. 28 (1915), S. 285–310.
- Hermann von Caemmerer: ein Nachruf. In: Forschungen zur brandenburgischen und preußischen Geschichte. (FBPG) 28 (1915), 1, S. 311–315.
- Die Urkunden des Domkapitels zu Brandenburg über seine Rechte an der Havel. In: Albert Brackmann (Hrsg.): Papsttum und Kaisertum. Forschungen zur politischen Geschichte und Geisteskultur des Mittelalters; Paul Fridolin Kehr zum 65. Geburtstag dargebracht. Verlag der Münchner Drucke, München 1926, S. 561–570.
- Der Plan Friedrichs des Großen, Emden zu verkaufen. In: Jahrbuch der Gesellschaft für Bildende Kunst und Vaterländische Altertümer zu Emden. 58 (1978), S. 80–92 (Herausgabe bearbeitet von Gustav Berthold Volz und Christel Wegeleben).

### Herausgeberschaften
- Fehrbellin. Nach Berichten und Briefen der führenden Männer (= Voigtländers Quellenbücher, Band 50), Leipzig: Voigtländer 1913. archive.org
- Familiengeschichte des Gräflich Finck von Finckensteinschen Geschlechts. Teil 1: Darstellung und biographische Nachrichten, Berlin: Gyldendal 1920; Teil 2: Urkunden und Akten, Berlin: Klasing 1921 (gemeinsam mit Erich Joachim).
- Paul Bailleu Preußischer Wille. Gesammelte Aufsätze, Berlin: Hafen-Verlag 1924. archive.org
- Acta Brandenburgica. Brandenburgische Regierungsakten seit der Begründung des Geheimen Rates (= Veröffentlichungen der Historischen Kommission für die Provinz Brandenburg und die Reichshauptstadt Berlin), Berlin: Gsellius 1927–1930 (4 Bände mit Teilbänden).